# Леоно-Калитвинский район
Леоно-Калитвинский район — административно-территориальная единица, существовавшая в РСФСР в 1924—1934 годах.
Административный центр — слобода Маньково-Калитвенская.

## История
Леоно-Калитвинский район был образован в 1924 году и входил в Донецкий округ.
30 июля 1930 года Донецкий округ был упразднён  и его территория отошла в прямое подчинение Северо-Кавказского края.
10 января 1934 года Леоно-Калитвинский район был переименован в Чертковский район, который в 1934—1937 годах входил в Северо-Донской округ, а затем вошёл во вновь образованную Ростовскую область.